# 바리톤
바리톤(baritone, 문화어: 남성중음)은 테너와 베이스 사이의 음역 및 그 음역의 성악가이다. 남성중음이라고도 하며, 중후하고 굵은 음성이 특징이다. 바리톤은 테너 바리톤과 베이스 바리톤으로 나눌 수 있다.

## 같이 보기
- 분류:바리톤